# Stužica
Stužica (ukrajinsky Стужиця / Stužycja) je původně karpatský prales, dnes národní přírodní rezervace, která se nachází na slovensko-polsko-ukrajinském trojmezí. Rezervace se rozprostírá na slovenském území v národním parku Poloniny.
Rezervace patří mezi nejvýznamnější chráněné přírodní památky celého Slovenska. Od 28. února 2007 je NPR Stužica (včetně dalšího území) zapsána na Seznamu světového dědictví UNESCO, kde je spolu s dalšími několika pralesy zapsán pod názvem „Původní bukové lesy Karpat a dalších oblastí Evropy“. Na ukrajinském území se rozprostírá další lokalita UNESCO „Stužycja – Užok“, součást Užanského národního parku, která přímo sousedí s NPR Stužica.

## Chráněné území
Stužica je národní přírodní rezervace v oblasti Poloniny. Nachází se v katastrálním území obce Nová Sedlica v okrese Snina v Prešovském kraji. Území bylo vyhlášeno či novelizováno v letech 1965, 1974, 1993 na rozloze 761,4900 ha. Ochranné pásmo nebylo stanoveno.

## Fotogalerie

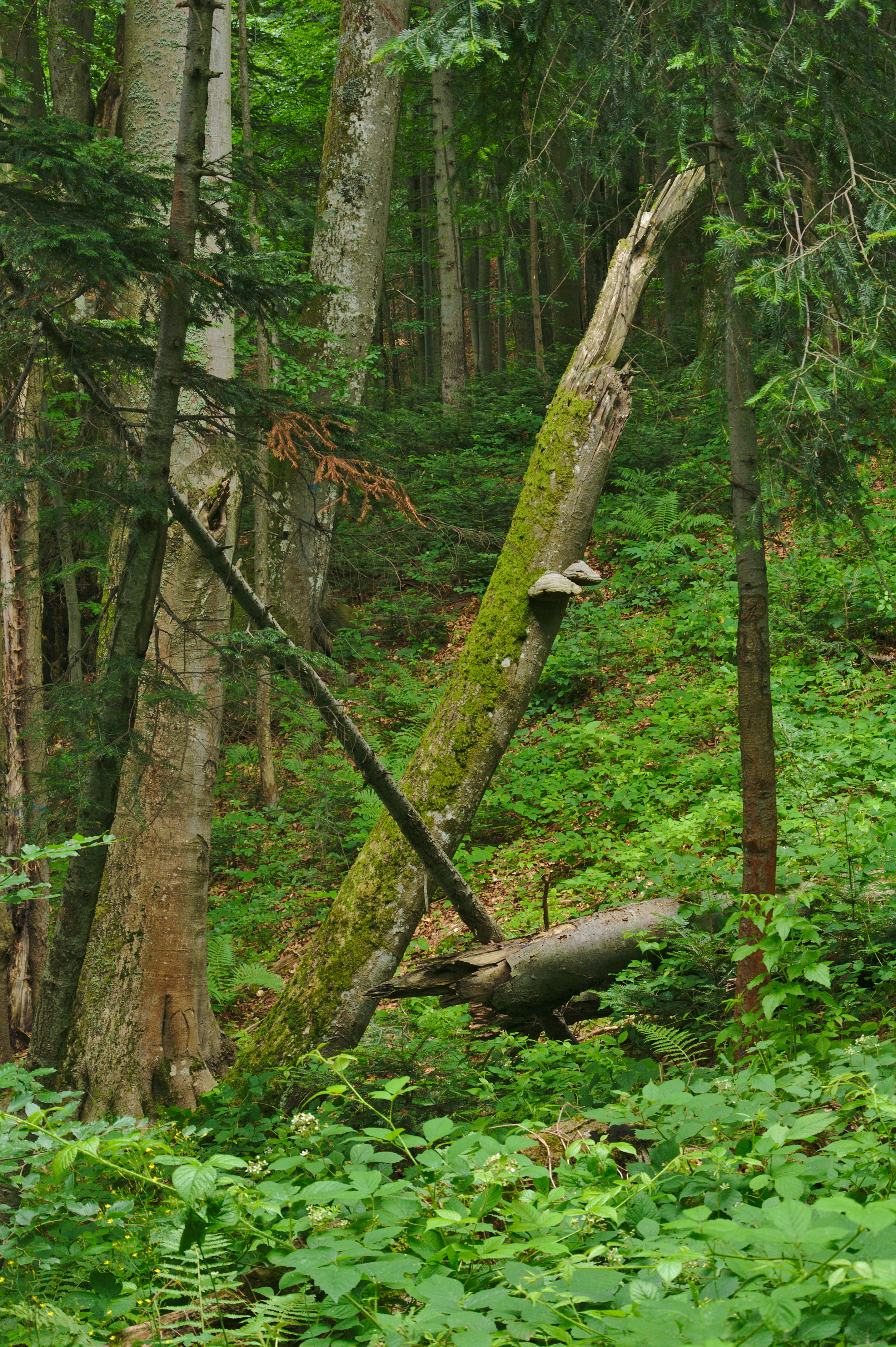
Stráň na jižním okraji
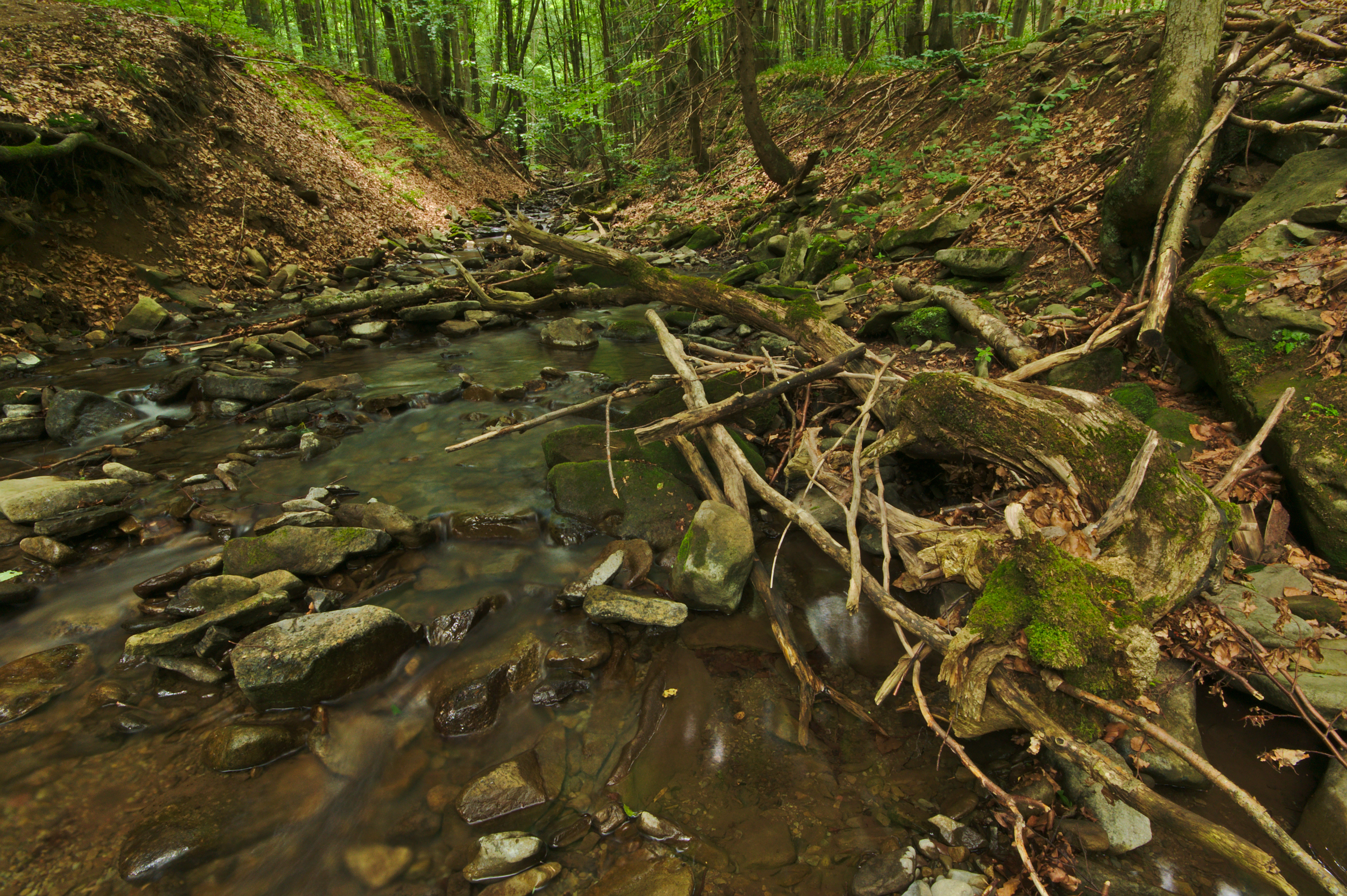
Říčka Stužica
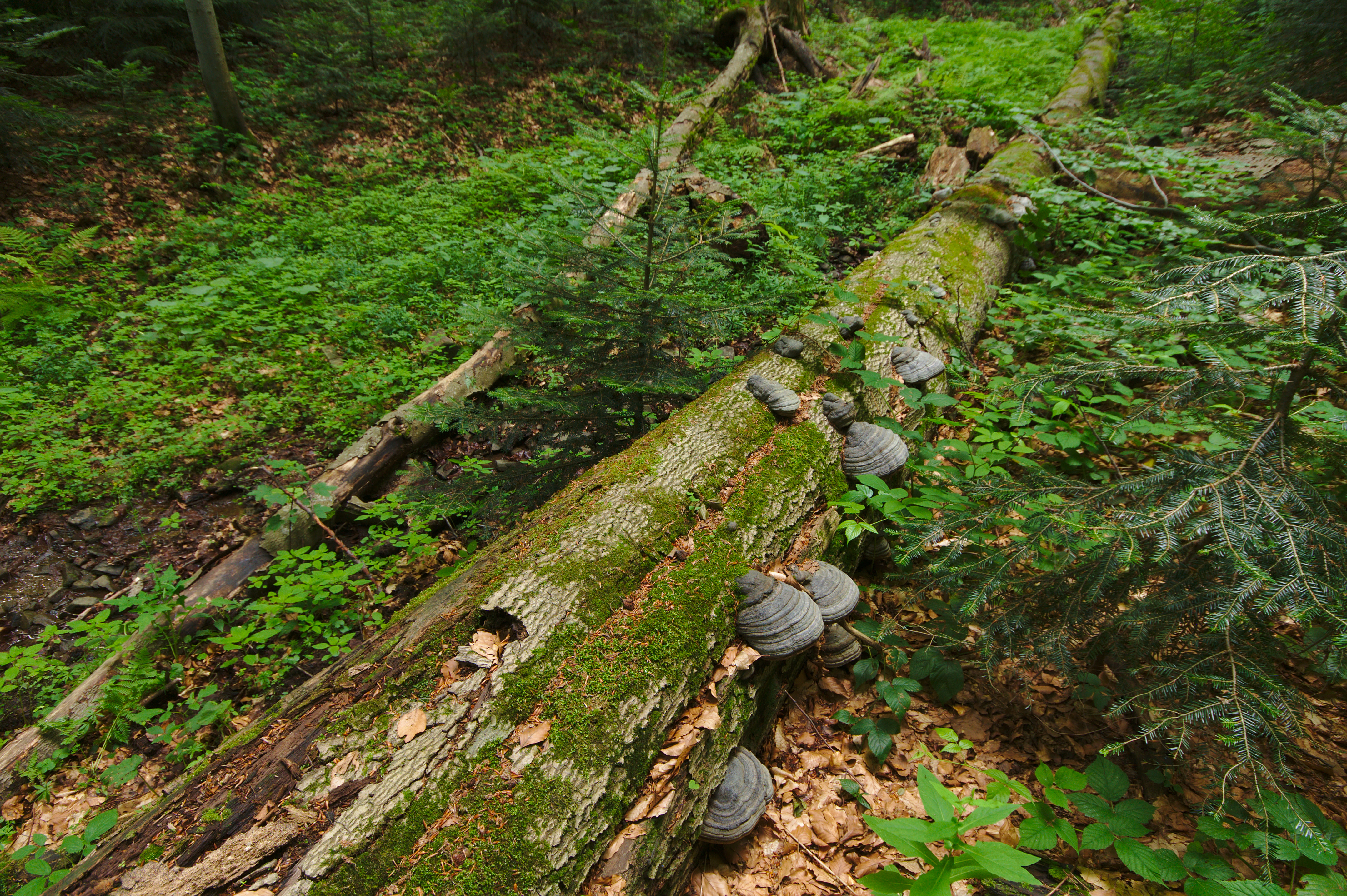
Odumírající dřevo
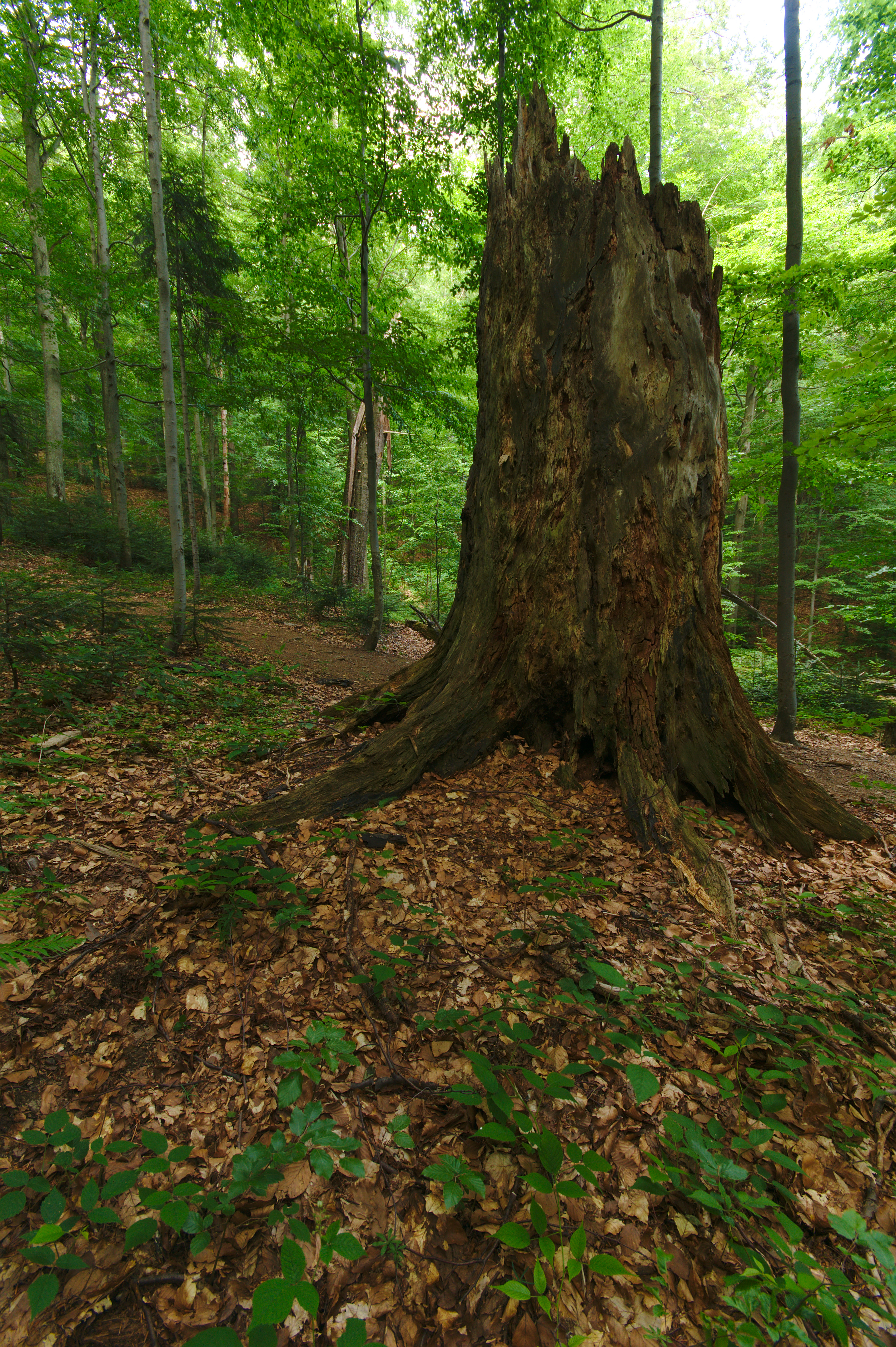
Pařez
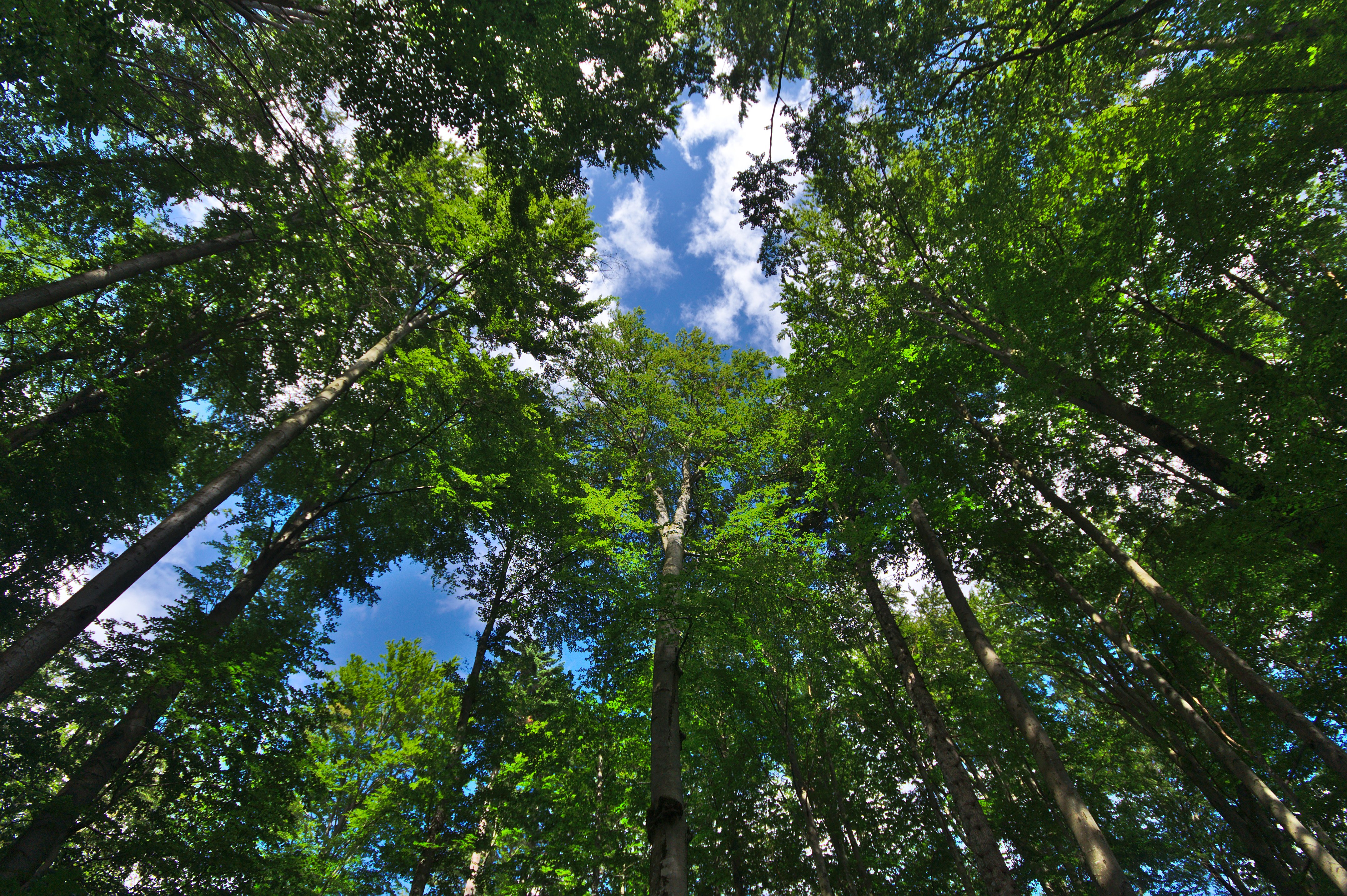
Stromové patro
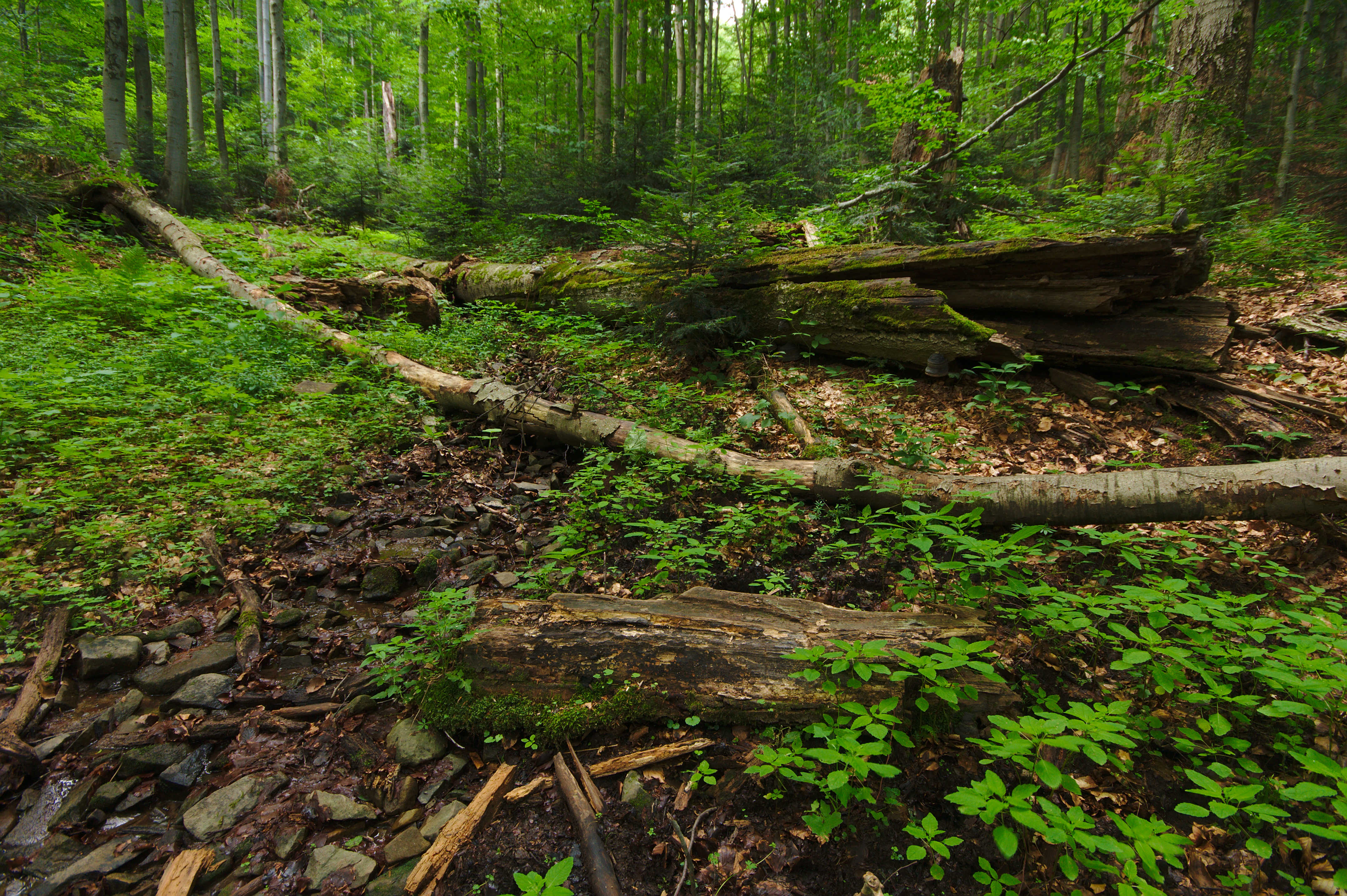
Drobný vodní tok
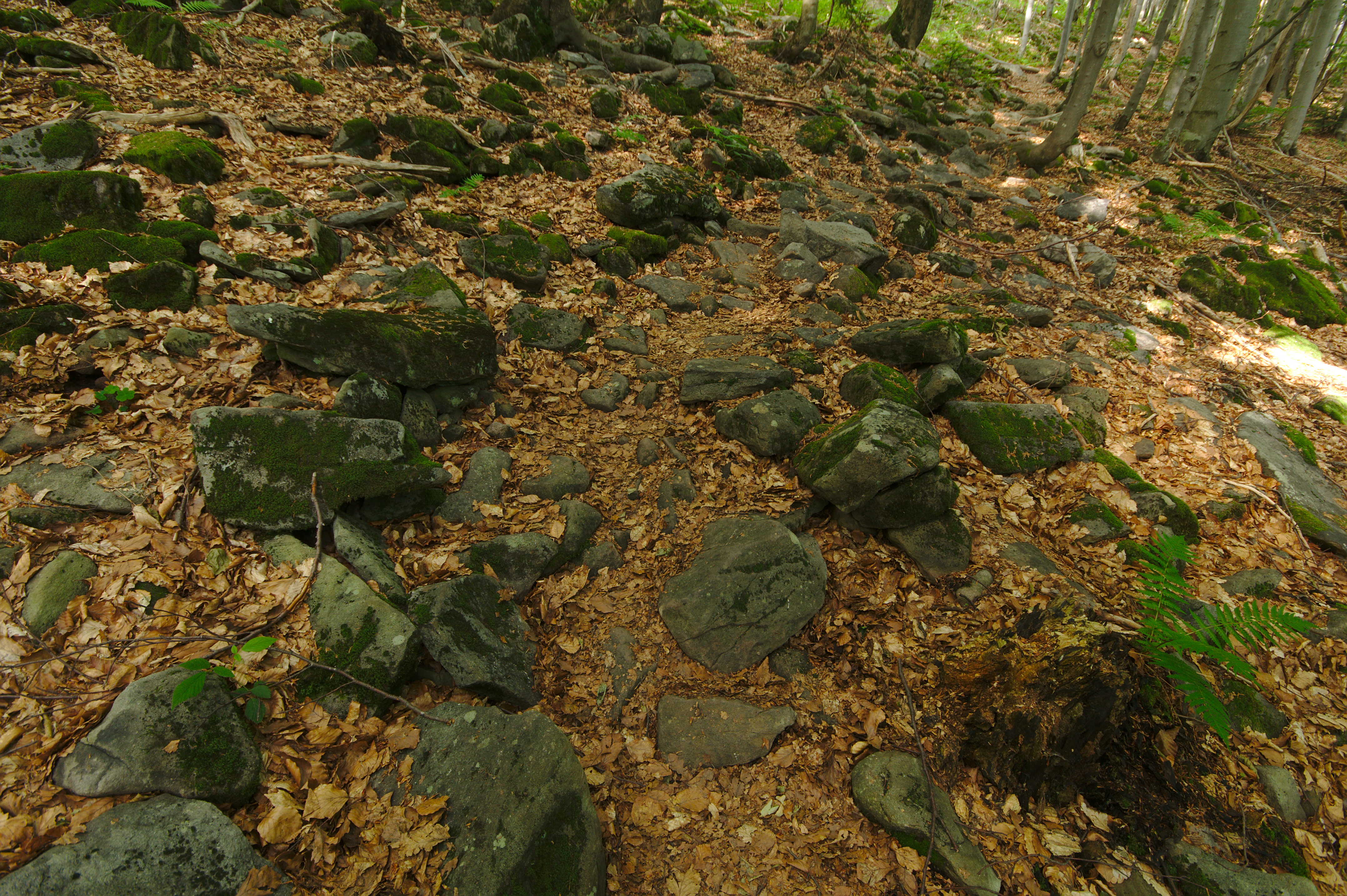
Proces zvětrávání